# Medborgarplatsen
Medborgarplatsen (schwedisch für Bürgerplatz) ist ein Platz im Stockholmer Stadtteil Södermalm. Es gibt auch eine Station der Stockholmer U-Bahn gleichen Namens, die in unmittelbarer Nähe zu dem Platz liegt.

## Der Platz
Der Platz wird östlich von der Götgatan, einer ganz Södermalm durchlaufenden Straße, begrenzt. Er ist heute ein lebendiger Ort, an dem sich Discotheken, u. a. die Clubs Snaps und Debaser, und Kneipen befinden. Im Sommer gibt es zudem mehrere Biergärten. Alkoholkonsum außerhalb dieser ist jedoch verboten. Ebenso direkt am Platz befinden sich das Medborgarhus und das Göta Arkhus, die die Verwaltung des Stadtteils, der auch die Gamla stan umfasst, beherbergt.
Direkt am Platz in der Götgatan 48 liegt der Lillienhoffska palats, der in den Jahren 1668 bis 1670 von Johan Tobias Pötter gebaut wurde. Er wurde als Lillienhoff geadelt, wodurch das Gebäude seinen Namen erhielt. Es wurde im Jahr 1723 von dem englischen Minister Robert Jackson gekauft, weswegen es auch Engelska Huset (das englische Haus) genannt wird. Bis 1888 fungierte das Gebäude als Armenhaus. Im Jahr 1900 kaufte die Stadt Stockholm das Haus. Heute beherbergt es ein Restaurant, Büros und Wohnungen.
Der Platz grenzt an den neugebauten Komplex an der Södra Station, einer Haltestelle des Pendeltåg. Teil des Komplexes ist auch Södermalmshalle, die 1992 eröffnet wurde. Auf der anderen Seite der Götgatan ist der Park Björns trädgård gelegen, an dem sich auch die Stockholmer Moschee befindet.
Die Entstehung des Platzes hängt mit dem Ausbau der Eisenbahn zur Södra Station in den 1850er Jahren zusammen. Der Platz wurde gebaut und geplant, um dort den mit den Eisenbahnen ankommenden Menschen landwirtschaftliche Produkte anbieten zu können. Der Platz erhielt im Jahr 1876 den Namen Södra Bantorget, also Südlicher Eisenbahnplatz. Einige Jahre zuvor war dessen Gegenstück, der Norra Bantorget, also der Nördliche Eisenbahnplatz, in der Nähe des Stockholmer Hauptbahnhofs gebaut worden.
Im Zusammenhang mit dem Bau des Medborgarhus (Bürgerhaus) wurde der Platz umgebaut. 1936 wurde vorgeschlagen, den Platz auch in Medborgarplatsen umzubenennen, was dann auch am 17. Dezember 1940 geschah. Er ist heute der einzige Platz Stockholms, der auch die Bezeichnung plats im Namen trägt. Andere Plätze heißen zumeist torg beziehungsweise torget.

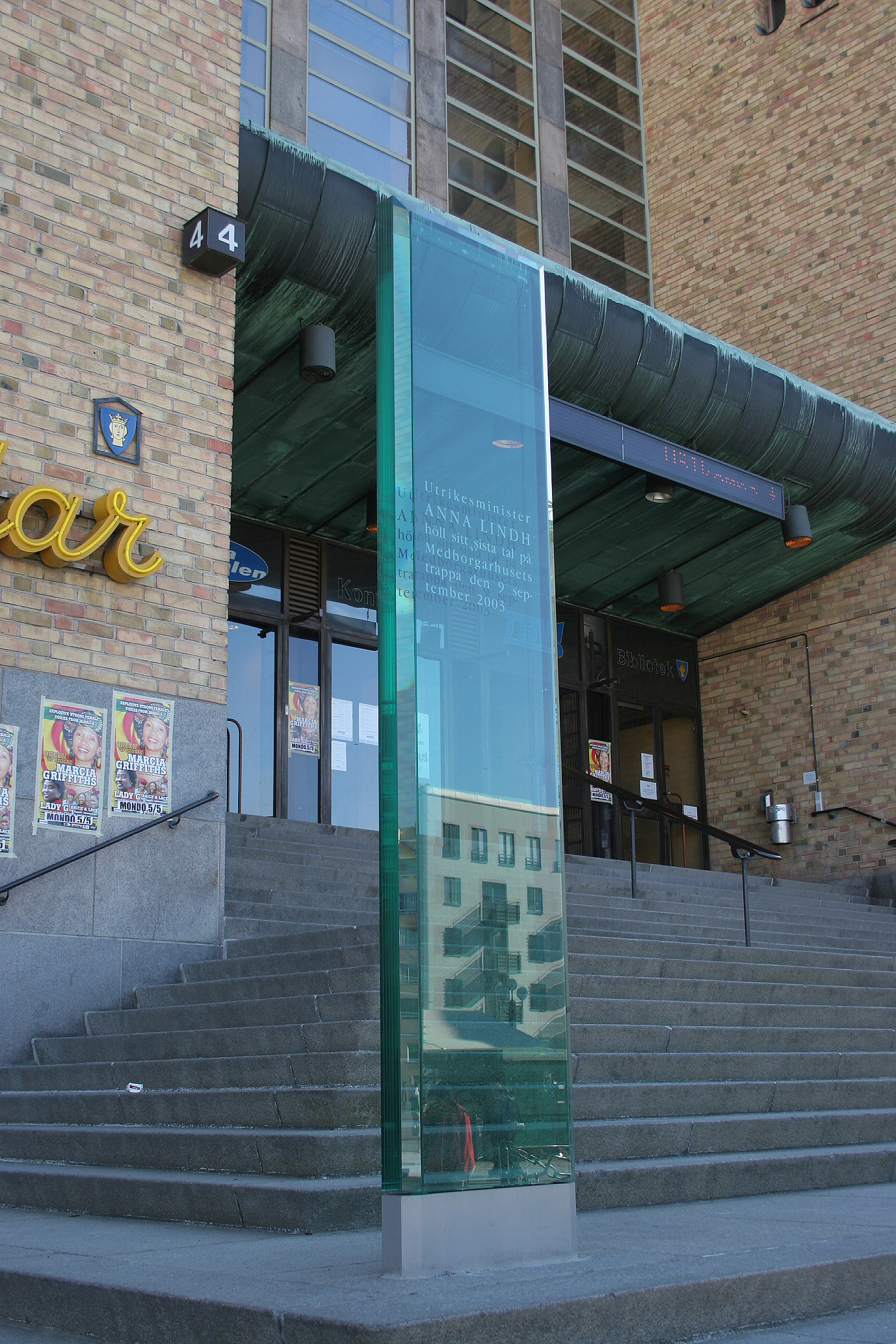
Erinnerungsstätte für die ermordete Außenministerin Anna Lindh, geschaffen von Leif Bolter

Seit dem 10. September 2004 befindet sich hier ein Glasstein zum Gedenken an die ermordete Außenministerin Anna Lindh. Sie hatte auf diesem Platz ihre letzte Rede gehalten, bevor sie am 10. September 2003 einem Attentat zum Opfer fiel.
Der Platz wird oft als Ausgangspunkt für Demonstrationen verwendet. Hier feierten am 27. Oktober 2001 rund 35.000 Fans des Fußballclubs Hammarby IF die erste und bislang einzige Meisterschaft des Vereins.

## U-Bahn-Station
Auf der anderen Seite der Götgatan liegt die U-Bahn-Station Medborgarplatsen, die von der Grünen Linie der Stockholmer U-Bahn angefahren wird. Die Station wurde am 1. Oktober 1933 unter dem Namen Södra Bantorget eröffnet und von der ersten Bahn angefahren, die zwischen Slussen und dem weiter südlich gelegenen Ringvägen fuhr. Nach der Umbenennung des Platzes wurde der Name der U-Bahn-Station zunächst beibehalten. Erst 1944 wurde auch die Station in ihren heutigen Namen umbenannt.
Im Jahr 1950 wurde die Station umgebaut, um den neuen, längeren U-Bahn-Zügen Platz zu geben. Sie wurde allerdings nicht rechtzeitig zum vorgesehenen Start am 1. Oktober fertig und wurde daher erst am 1. November 1950 eröffnet. Die Befestigungen für die Oberleitung der Straßenbahn sind immer noch an der Decke zu sehen. Heute wird die Station von der grünen Linie angefahren und liegt dort zwischen den Stationen Slussen und Skanstull. Der Abstand zu Slussen beträgt ungefähr 600 Meter. Der südliche Ausgang der Station liegt an der Folkungagatan, der nördliche an Björns trädgård direkt gegenüber dem Medborgarplatsen, wobei letzterer erst am 29. November 1995 eröffnet wurde.
Der Bahnsteig liegt 6 bis 18 Meter unter der Erde, aber 17 Meter über dem Meeresspiegel.
Die Wände der Station sind gelb gekachelt, teilweise noch im Original aus den 1930er Jahren. Wie in allen Stationen der Stockholmer U-Bahn gibt es auch eine künstlerische Gestaltung. So gestaltete Gunnar Söderström die Pfeiler, und in der südlichen Fahrkartenschalterhalle finden sich dekorierte Wände und ein Bodenmosaik von Mari Pårup aus dem Jahr 1997.
Koordinaten: 59° 18′ 53″ N, 18° 4′ 19″ O